# All in the Family
All in the Family (bra: Tudo em Família; prt: Uma Família às Direitas) é uma série de televisão estadunidense, do gênero sitcom, transmitido na rede CBS entre 12 de janeiro de 1971 e 8 de abril de 1979, totalizando 9 temporadas e 205 episódios. Em setembro de 1979, o personagem principal de All in the Family, Archie Bunker, retornou à CBS em um novo programa, o Archie Bunker's Palace, o qual durou quatro anos, até 1983.
Produzido por Norman Lear e baseado no seriado britânico Til Death Us Do Part da BBC, All in the Family foi pioneiro em certos aspectos da televisão americana, tratando de temas até então considerados polêmicos como racismo, homossexualidade, feminismo, estupro, aborto espontâneo, câncer de mama, menopausa e impotência sexual.
O programa foi muito popular, ficando em primeiro lugar na lista dos mais assistidos de acordo com o Instituto Nielsen por cinco temporadas, de 1971 a 1976. Apenas dois outros programas, The Cosby Show e American Idol repetiram o feito. Em 2002, foi eleito o quarto melhor de todos os tempos pela revista TV Guide.

## Personagens principais

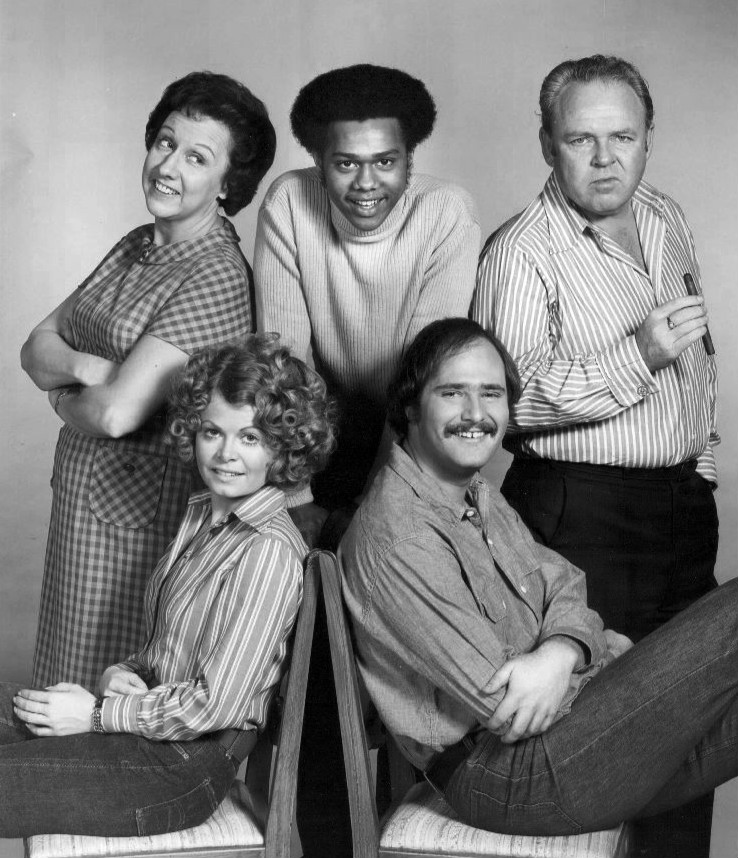
Imagem do elenco em 1973

Situado numa casa do bairro de Queens em Nova Iorque, All in the Family trazia os seguintes personagens:
- Archie Bunker (Carroll O'Connor), um trabalhador teimoso que possui ideias conservadoras do mundo, é o chefe da família Bunker.
- Edith Bunker (Jean Stapleton), a esposa de Archie. Edith não é o membro mais inteligente da família, mas definitivamente é a mais simpática e razoável.
- Michael Stivic (Rob Reiner), estudante de faculdade, marido de Gloria, a filha de Archie e Edith. Suas ideias liberais são motivo para a maioria de suas discussões com Archie.
- Gloria Bunker-Stivic (Sally Struthers), a única filha de Archie e Edith. Gloria sempre tenta mediar as discussões de Archie e Michael.

## Controvérsia e palavrões
Num alerta aos telespectadores, a CBS levou ao ar a seguinte mensagem antes do primeiro episódio (que desaparecia da tela ao som de uma descarga de privada):
| “ | "O programa que você está prestes a ver é All in the Family. Tenta jogar uma luz cômica em nossas fragilidades, preconceitos e preocupações. Por fazer destes motivo de riso esperamos mostrar, de forma madura, o quão absurdos são". | ” |

All in the Family se tornou notável por usar um linguajar que era até então ausente dos programas da televisão. Palavras como "fag" ("bicha") para homossexuais e "nigger" ("preto") para negros faziam aparições esporádicas no programa. Enquanto os conservadores se preocupavam com o linguajar do programa, os defensores dele diziam que o uso dessas palavras eram para o público refletir sobre a ignorância de Archie. Como Archie usualmente perdia as discussões por razões de sua própria estupidez, o uso de tais palavras serviam para mostrar ao público o quão ignorante uma pessoa pode ser. Vale notar também que Alf Garnett, personagem em que Archie foi baseado, usava palavras que nunca seriam permitidas nas redes de televisão americanas da épocas.

## Prêmios
Emmy
All in the Family foi a primeira sitcom na qual todos seus atores principais (O'Connor, Stapleton, Struthers e Reiner) venceram Emmys. As outras são The Golden Girls e Will & Grace.
Ao todo, o programa recebeu 56 indicações aos prêmios Emmys, das quais 22 resultaram em prêmios:
- Melhor ator num seriado de comédia — Carroll O'Connor, 1972, 1977, 1978 e 1979
- Melhor atriz num seriado de comédia — Jean Stapleton, 1971, 1972 e 1978
- Melhor Ator (coadjuvante/secundário) num seriado de comédia — Rob Reiner, 1974 e 1978
- Melhor Atriz (coadjuvante/secundária) num seriado de comédia — Sally Struthers, 1972 (empatada com Valerie Harper por The Mary Tyler Moore Show) e 1979
- Melhor seriado novo — Norman Lear, 1971
- Melhor seriado de comédia — Norman Lear, 1971, 1972, 1973 (com John Rich); Mort Lachman e Milt Josefsberg, 1978
- Melhor direção de seriado de comédia — John Rich, 1972; Paul Bogart, 1978
- Melhor roteiro de seriado de comédia — Burt Styler, 1972; Michael Ross, Bernard West e Lee Kalcheim, 1973; Bob Weiskopf, Bob Schiller, Barry Harman e Harvey Bronsten, 1978
- Melhor mixagem de som — Norman Dewes, 1972

Globo de Ouro
All in the Family recebeu 29 indicações aos prêmios Globo de Ouro, das quais oito resultaram em prêmios:
- Melhor ator em série cômica ou musical — Carroll O'Connor, 1972
- Melhor atriz em série cômica ou musical — Jean Stapleton, 1973 e 1974
- Melhor Atriz (coadjuvante/secundária) em televisão — Betty Garrett, 1975
- Melhor Série (comédia ou musical) — 1972, 1973, 1974 e 1978

## Audiência
| Temporada      | Ranking | Audiência por domicílios (em milhões) |
| -------------- | ------- | ------------------------------------- |
| 1ª (1970-1971) | 34º     | 11,3                                  |
| 2ª (1971-1972) | 1º      | 21,1                                  |
| 3ª (1972-1973) | 1º      | 21,5                                  |
| 4ª (1973-1974) | 1º      | 20,6                                  |
| 5ª (1974-1975) | 1º      | 20,6                                  |
| 6ª (1975-1976) | 1º      | 20,9                                  |
| 7ª (1976-1977) | 12º     | 16,3                                  |
| 8ª (1977-1978) | 4º      | 17,7                                  |
| 9ª (1978-1979) | 9º      | 18,5                                  |

## Transmissão no Brasil e em Portugal

### Brasil
No Brasil, foi transmitido durante o ano de 1987 às segundas-feiras, entre 20:30 e 21 horas, pela Rede Bandeirantes.

### Portugal
Em Portugal, a série é conhecida por Uma Família às Direitas e foi transmitida no original com legendas em Português. Estreou na RTP2 no dia 17 de Novembro de 1986 às 20h30.
- Segunda a sexta-feiras, 20h30, de 17-11-1986[1] até 26-06-1987[1];
- Segunda a sexta-feiras, 20h30, de 31-07-1987[1] até 08-10-1987[1];

O último episódio foi transmitido como especial na RTP1 no dia 09-10-1987 às 22h30.
Repetiu na RTP2 em 2001, na SIC Sempre Gold, SIC Comédia e depois na RTP Memória em 2010 e em 2020.